# A Million Little Pieces (film)
A Million Little Pieces è un film del 2018 diretto da Sam Taylor-Johnson.
Il film basato sul romanzo semi-autobiografico In un milione di piccoli pezzi (A Million Little Pieces) di James Frey, in cui racconta il suo percorso riabilitativo da alcol e droghe.

## Trama
James Fray ha 23 anni ed è drogato ed alcolizzato. Un giorno si sveglia, a bordo di un aereo, con quattro incisivi rotti, un taglio profondo al naso ed il corpo pieno di lividi. Non sa dove  è diretto né da dove viene e non ricorda nulla delle sue due ultime settimane. Successivamente scopre di essere ricercato dalla polizia di tre Stati.
Davanti a sé ha due possibilità: morire o cercare di farsi curare.
Decide di ricoverarsi in una clinica dove iniziera' un lungo e difficile percorso di redenzione non solo fisico, ma anche della sua anima.
In questo suo viaggio, all'interno della clinica, incontrera' numerosi personaggi, molto diversi ed interessanti, tutti caratterizzati da un passato duro e doloroso ed alla ricerca di ricomporre la loro vita, con i quali stabilirà  forti relazioni che rivestiranno un ruolo importante sia all'interno della struttura che poi al di fuori. Tra questi un boss di mafia ed una ragazza della quale si innamorera' nonostante le rigide regole della clinica vietino contatti tra uomini e donne.
Il percorso di guarigione sarà lungo e difficile, ma alla fine James ne uscirà definitivamente vincitore.

## Distribuzione
Il film è stato presentato in anteprima mondiale il 10 settembre 2018 al Toronto International Film Festival.